# Fernando Fantini
Fernando Fantini (* 27. Juni 1929 in Reggio Emilia; † 1. August 2018) war ein Schweizer Jazz- und Unterhaltungsmusiker (Klarinette, Sopran-, Alt-, Tenor- und Baritonsaxophon, Akkordeon) italienischen Ursprungs.

## Leben und Wirken
Fantini zog mit seinen Eltern nach Frankreich, wo er seine ersten Jahre verbrachte. Nach Ausbruch des Zweiten Weltkrieges kehrte die Familie wieder nach Italien zurück. Dort erhielt er als Jugendlicher zwischen 1945 und 1951 Musikunterricht und spielte in einem kleinen Orchester, welches von seinem Musiklehrer geleitet wurde. Nachdem er den Militärdienst abgeleistet hatte, zog er 1953 in die Schweiz, wo er seine Karriere als professioneller Musiker begann. Bis 1964 war er mit dem Tanzorchester von Jean Couroyer und anderen Bands auf Tournee in Europa und im Nahen Osten.
Fantini wurde 1964 beim Unterhaltungsorchesters von Radio Beromünster angestellt, wo er sich zu einem der herausragenden Solisten entwickelte. Er wurde auch als Leader kleinerer Untergruppen der Formation eingesetzt und so einer breiteren Zuhörerschaft bekannt. Bis zu ihrer Auflösung im Jahr 1986 gehörte er dann zur DRS-Bigband unter Leitung von Hans Moeckel bzw. Peter Jacques.
Mit einigen Kollegen aus der DRS-Bigband (Antonio Conde, Renato Anselmi, Roman Dylag, Curt Treier) hatte er bereits zuvor die Peacock Party Band gegründet, mit der er in der Folge intensiver arbeitete und in der ganzen Schweiz auftrat. Seit 2002 bildete er ein Duo mit dem Gitarristen Dani Solimine, mit dem er die CDs Parlez-moi d'amour und Source claire aufnahm und auf Tournee ging. Zu seinem 80. Geburtstag erschien unter seinem Namen das Album Secret Dream mit älteren Aufnahmen. Das Orchester Antonio Conde veröffentlichte 1986 mit ihm als Solo-Klarinettisten das Album Melodien zum Träumen (Zärtliche Klarinetten-Klänge). Weiterhin ist er auf Schallplatten mit dem Bert Campbell Orchestra, dem Victor Burghardt & Mike Barone-Orchestra, dem Rainbow Orchestra und Andreas Vollenweider zu hören.
Seine Kompositionen gehören heute zum Standardrepertoire von Akkordeonisten in ganz Europa.

## Diskographische Hinweise
- Zürich Tenors Foot Pattin‘ (Suisa 1983, mit Bruno Spoerri, Richard Lipiec, Umberto Foletti, Rolf Cizmek, Hans Brunner)
- Accordeon Musette (DRS 1988, mit Renato Anselmi, Antonio Conde, Walter Teubner, Roman Dylag, Curt Treier)
- Parlez-moi d'amour (Moon Records 2003, mit Dani Solimine)
- Source claire (Moon Records 2004, mit Dani Solimine)
- Secret Dream (All Star Production 2009, mit Vince Benedetti bzw. Renato Anselmi bzw. Piero Paganelli, Georges Schwarz, Roman Dylag, Alberto Canonico bzw. Curt Treier, rec. 1983–1984)